# Emmanuel Bailly
Joseph Emmanuel Bailly (1794 - 1861) foi um religioso católico francês, e um dos fundadores da Sociedade de São Vicente de Paulo.
Após uma experiência com os Lazaristas, período em que se tornou devoto de São Vicente de Paulo, abandonou a ideia de uma carreira eclesiástica e se casou. Em Paris, abriu uma pensão que se tornou um local de grande atividade espiritual e intelectual, abrigando  diversos jovens que, à imitação de Antônio Frederico Ozanam, marcaram o catolicismo francês: Henrique Lacordaire, Jean-Jacques Ampère, Edmond de Cazalès e Emmanuel díAlzon.
Foi redator-chefe do jornal La Tribune Catholique ("A Tribuna Católica"). Fundou a Conferência da Caridade, entidade filantrópica que daria origem à Sociedade de São Vicente de Paulo, da qual foi o primeiro presidente, entre os anos de 1833 e 1844. 
“Vamos nos amarmos agora e sempre, de perto e de longe, de uma Conferência para uma outra, de uma população para uma outra, de um país para um outro país”. Emmanuel Bailly